# Melody Thomas Scott

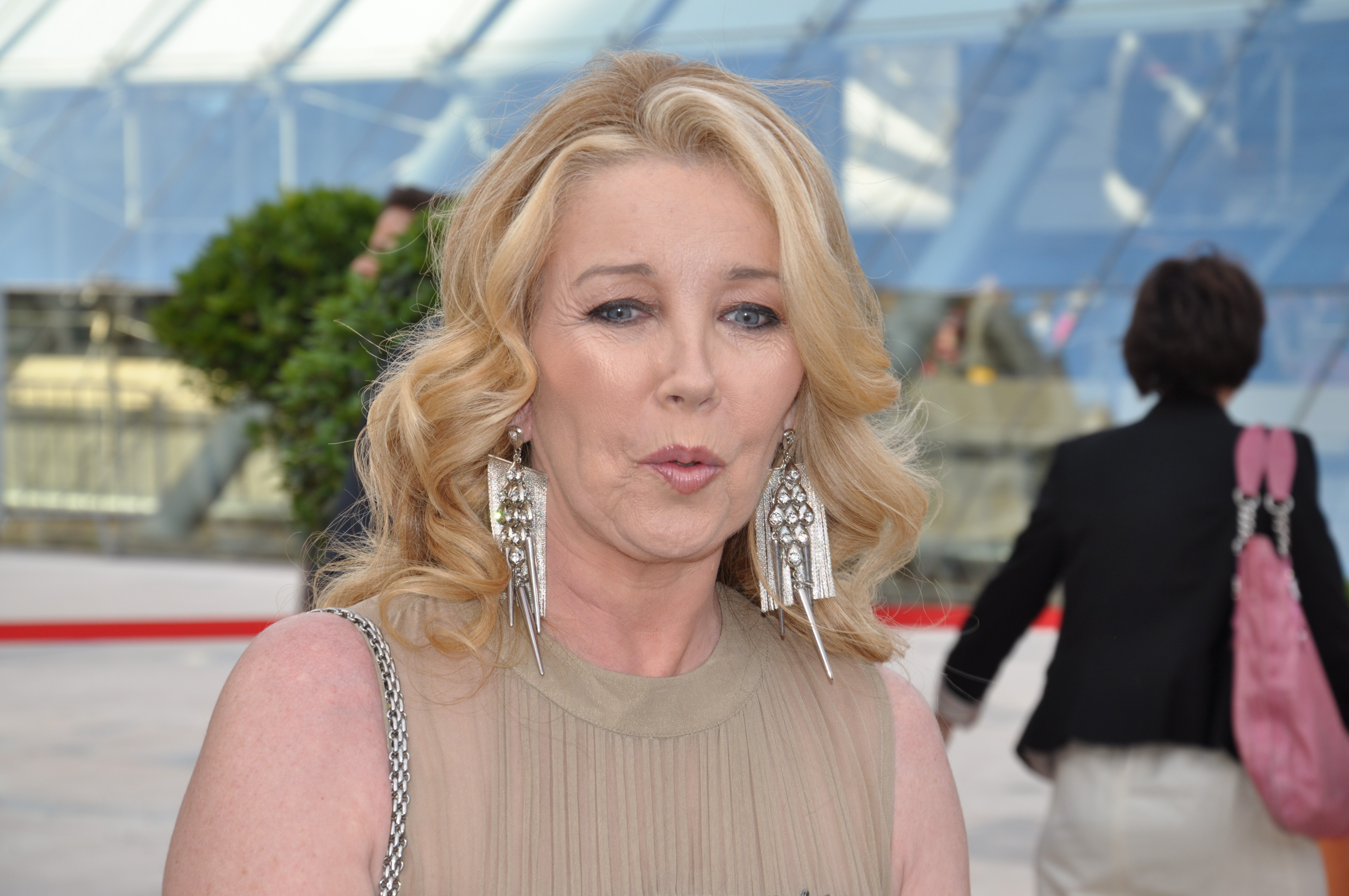
Melody Thomas Scott en 2013

Melody Ann Thomas, conocida como Melody Thomas Scott, (Los Ángeles, 18 de abril de 1956) es una actriz estadounidense.

## Carrera
Melody Thomas Scott comenzó a actuar en 1964 en la película Marnie, dirigida por Alfred Hitchcock. En 1977 actuó en la película The Car. En 1978 actuó en la película  The Fury, dirigida por Brian De Palma, y en la película  Piranha, dirigida por Joe Dante. Actuó también en series de televisión como Charlie's Angels y  Hotel, entre otras. Melody ha actuado en la telenovela The Young and the Restless desde 1986 a la fecha; ha sido nominada a varios premios por su actuación en la telenovela. Melody también ha trabajado como presentadora en varias entregas de los Premios Emmy.

## Vida personal
- En enero de 1979 se casó con Michael Altman, del cual se divorció en julio del mismo año.
- En 1985 se casó con el productor Edward Scott, con el cual tiene tres hijas: Elizabeth, Alexandra y Jennifer.

## Filmografía

### Películas
- Freezerburn (2005) .... Jill Renzie, la estrella de cine
- The Paradise Virus (2003) .... Linda Flemming
- The Scarlett O'Hara War (1980) .... Laurie Lee
- Piranha (1978) .... Laura Dickinson
- The Fury (1978) .... LaRue
- The Car (1977) .... Suzie Pullbrook
- Secrets (1977) .... Laura Fleming
- The Shootist (1976) .... Chica en automóvil
- Posse (1975) .... Laurie
- The Beguiled (1971) .... Abigail
- Marnie (1964) .... Joven Marnie

### Series de televisión
- The Young and the Restless .... Nikki Newman (950 episodios, 1986-2009)
- My Name Is Earl .... Pill Popping Mom (1 episodio: The Birthday Party, 2007)
- The Nanny .... Ella Misma (1 episodio: The Heather Biblow Story, 1997)
- Diagnosis Murder .... Ella Misma (1 episodio: Death in the Daytime, 1995)
- Hotel .... Mandy Vinning (1 episodio: Sleeping Dogs, 1985)
- The Rockford Files .... Sherry (1 episodio: Lions, Tigers, Monkeys and Dogs: Part 1, 1979)
- Billy .... Shirley (1 episodio: Computer Dating, 1979)
- Makin' It .... Carol / Paula (2 episodios, 1979)
- Charlie's Angels .... Betsy (1 episodio: The Sand Castle Murders, 1978)
- The Waltons .... Darlene Jarvis (2 episodios, 1977)
- Ironside .... Leslie Richards (1 episodio: Goodbye to Yesterday, 1969)